# Coenonympha macmahoni
Coenonympha macmahoni är en fjärilsart som beskrevs av Swinhoe 1908. Coenonympha macmahoni ingår i släktet Coenonympha och familjen praktfjärilar. Inga underarter finns listade i Catalogue of Life.